# Ronde van Frankrijk 2023/Elfde etappe
De elfde etappe van de Ronde van Frankrijk 2023 was een vlakke rit met een lengte van 179,8 kilometer. De etappe werd verreden op 12 juli met de start in Clermont-Ferrand en de finish in Moulins.

## Parcours
De elfde etappe was een etappe die aan het begin glooiend was met de Côte de Chaptuzat-Haut na 31,8 kilometer en de Côte du Mercurol na 49,5 kilometer, beide van vierde categorie. De tussensprint lag na 70,5 kilometer fietsen in Lapeyrouse. Er volgde nog een heuvel, de Côte de la Croix-Blanche van vierde categorie na 118,5 kilometer voordat 61 kilometer verder de vlakke finish werd bereikt in Moulins.

## Verloop
Jasper Philipsen heeft in de Tour de France zijn vierde ritzege geboekt. Net als in zijn vorige drie was de Belg van Alpecin-Deceuninck de snelste in de massasprint. Na de pittige en chaotische etappe van dinsdag, ging het er nu wat rustiger aan toe. Matis Louvel, Andrey Amador en Daniel Oss zorgden voor de vlucht van de dag, maar kregen nooit meer dan drie minuten. Op zo'n 50 km van de streep hadden Louvel en Amador geen zin meer en moest Oss alleen door. Hij strandde op 13 km van de streep.

In de finale moest Philipsen het zonder Mathieu Van der Poel stellen. Dylan Groenewegen leek in een zetel te zitten, maar hij had in de laatste meters toch geen antwoord op de pure snelheid van de Belg.

## Uitslag etappe
| Clermont-Ferrand – Moulins (179,8 km) |                    |                        |          |
| Plaats                                | Naam               | Ploeg                  | Tijd     |
| 1                                     | Jasper Philipsen   | Alpecin-Deceuninck     | 4u01'07" |
| 2                                     | Dylan Groenewegen  | Team Jayco AlUla       | z.t.     |
| 3                                     | Phil Bauhaus       | Bahrain-Victorious     | z.t.     |
| 4                                     | Bryan Coquard      | Cofidis                | z.t.     |
| 5                                     | Mads Pedersen      | Lidl-Trek              | z.t.     |
| 6                                     | Alexander Kristoff | Uno-X Pro Cycling Team | z.t.     |
| 7                                     | Luca Mozzato       | Arkéa-Samsic           | z.t.     |
| 8                                     | Peter Sagan        | Team TotalEnergies     | z.t.     |
| 9                                     | Wout van Aert      | Team Jumbo-Visma       | z.t.     |
| 10                                    | Sam Welsford       | Team DSM-Firmenich     | z.t.     |

 –  Daniel Oss was de strijdlustigste renner van de elfde etappe.

## Klassementen

### Algemeen klassement
| Algemeen klassement (gele trui) |                  |                    |           |
| Plaats                          | Naam             | Ploeg              | Tijd      |
| Gele trui                       | Jonas Vingegaard | Team Jumbo-Visma   | 46u34'27" |
| 2                               | Tadej Pogačar    | UAE Team Emirates  | + 17"     |
| 3                               | Jai Hindley      | BORA-hansgrohe     | + 2'40"   |
| 4                               | Carlos Rodríguez | INEOS Grenadiers   | + 4'22"   |
| 5                               | Pello Bilbao     | Bahrain-Victorious | + 4'34"   |
| 6                               | Adam Yates       | UAE Team Emirates  | + 4'39"   |
| 7                               | Simon Yates      | Team Jayco AlUla   | + 4'44"   |
| 8                               | Tom Pidcock      | INEOS Grenadiers   | + 5'26"   |
| 9                               | David Gaudu      | Groupama-FDJ       | + 6'01"   |
| 10                              | Sepp Kuss        | Team Jumbo-Visma   | + 6'45"   |
|                                 |                  |                    |           |
| 22                              | Wilco Kelderman  | Team Jumbo-Visma   | + 21'35"  |
| 25                              | Wout van Aert    | Team Jumbo-Visma   | + 27'23"  |

### Puntenklassement
| Puntenklassement (groene trui) |                   |                          |        |
| Plaats                         | Naam              | Ploeg                    | Punten |
| Groene trui                    | Jasper Philipsen  | Alpecin-Deceuninck       | 323    |
| 2                              | Bryan Coquard     | Cofidis                  | 178    |
| 3                              | Mads Pedersen     | Lidl-Trek                | 159    |
| 4                              | Wout van Aert     | Team Jumbo-Visma         | 120    |
| 5                              | Jordi Meeus       | BORA-hansgrohe           | 96     |
| 6                              | Dylan Groenewegen | Team Jayco AlUla         | 92     |
| 7                              | Biniam Girmay     | Intermarché-Circus-Wanty | 90     |
| 8                              | Tadej Pogačar     | UAE Team Emirates        | 85     |
| 9                              | Victor Lafay      | Cofidis                  | 80     |
| 10                             | Caleb Ewan        | Lotto-Dstny              | 75     |

### Bergklassement
| Bergklassement (bolletjestrui) |                            |                        |        |
| Plaats                         | Naam                       | Ploeg                  | Punten |
| Bolletjestrui                  | Neilson Powless            | EF Education-EasyPost  | 46     |
| 2                              | Felix Gall                 | AG2R-Citroën           | 28     |
| 3                              | Tobias Halland Johannessen | Uno-X Pro Cycling Team | 26     |
| 4                              | Ruben Guerreiro            | Movistar Team          | 22     |
| 5                              | Michael Woods              | Israel-Premier Tech    | 20     |
| 6                              | Tadej Pogačar              | UAE Team Emirates      | 19     |
| 7                              | Jai Hindley                | BORA-hansgrohe         | 19     |
| 8                              | Giulio Ciccone             | Lidl-Trek              | 19     |
| 9                              | Jonas Vingegaard           | Team Jumbo-Visma       | 18     |
| 10                             | Pierre Latour              | Team TotalEnergies     | 16     |
|                                |                            |                        |        |
| 11                             | Wout van Aert              | Team Jumbo-Visma       | 15     |
| 27                             | Mathieu van der Poel       | Alpecin-Deceuninck     | 4      |

### Jongerenklassement
| Jongerenklassement (witte trui) |                            |                        |            |
| Plaats                          | Naam                       | Ploeg                  | Tijd       |
| Witte trui                      | Tadej Pogačar              | UAE Team Emirates      | 46u34'44"  |
| 2                               | Carlos Rodríguez           | INEOS Grenadiers       | + 4'05"    |
| 3                               | Tom Pidcock                | INEOS Grenadiers       | + 5'09"    |
| 4                               | Felix Gall                 | AG2R-Citroën           | + 9'29"    |
| 5                               | Mattias Skjelmose Jensen   | Lidl-Trek              | + 27'26"   |
| 6                               | Mathieu Burgaudeau         | Team TotalEnergies     | + 40'52"   |
| 7                               | Tobias Halland Johannessen | Uno-X Pro Cycling Team | + 49'53"   |
| 8                               | Matteo Jorgenson           | Movistar Team          | + 58'52"   |
| 9                               | Matis Louvel               | Arkéa-Samsic           | + 1u06'17" |
| 10                              | Matthew Dinham             | Team DSM-Firmenich     | + 1u16'39" |
|                                 |                            |                        |            |
| 12                              | Maxim Van Gils             | Lotto-Dstny            | + 1u20'39" |
| 13                              | Lars van den Berg          | Groupama-FDJ           | + 1u31'34" |

### Ploegenklassement
| Ploegenklassement |                    |            |
| Plaats            | Ploeg              | Tijd       |
|                   | Bahrain-Victorious | 139u58'20" |
| 2                 | INEOS Grenadiers   | + 1'18"    |
| 3                 | Team Jumbo-Visma   | + 5'00"    |
| 4                 | AG2R-Citroën       | + 13'58"   |
| 5                 | UAE Team Emirates  | + 16'19"   |

1e etappe ·
2e etappe ·
3e etappe ·
4e etappe ·
5e etappe ·
6e etappe ·
7e etappe ·
8e etappe ·
9e etappe ·
10e etappe ·
11e etappe ·
12e etappe ·
13e etappe ·
14e etappe ·
15e etappe ·
16e etappe ·
17e etappe ·
18e etappe ·
19e etappe ·
20e etappe ·
21e etappe
Startlijst · Eindstanden · Afbeeldingen